# Julio González

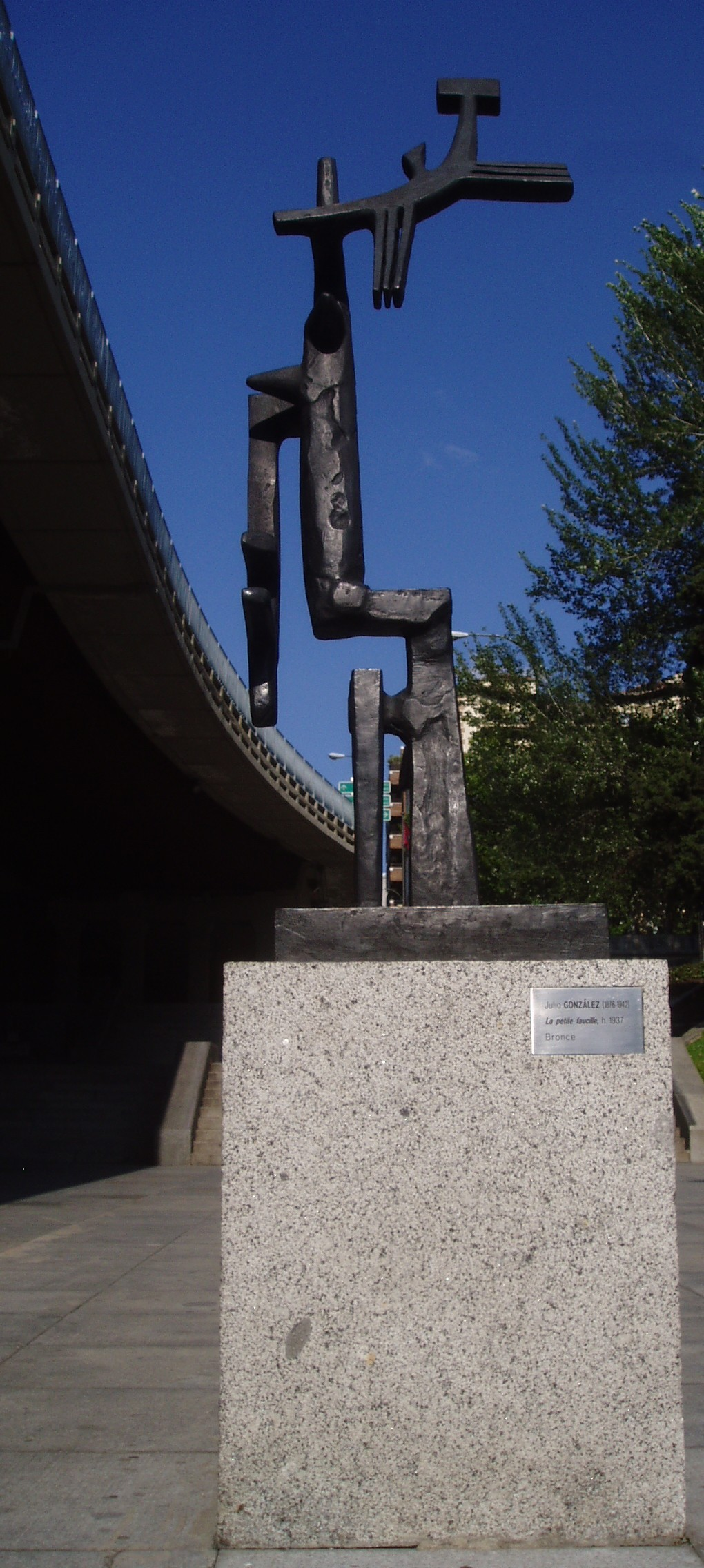
La petite faucille, skulptur i Madrid av Julio González.

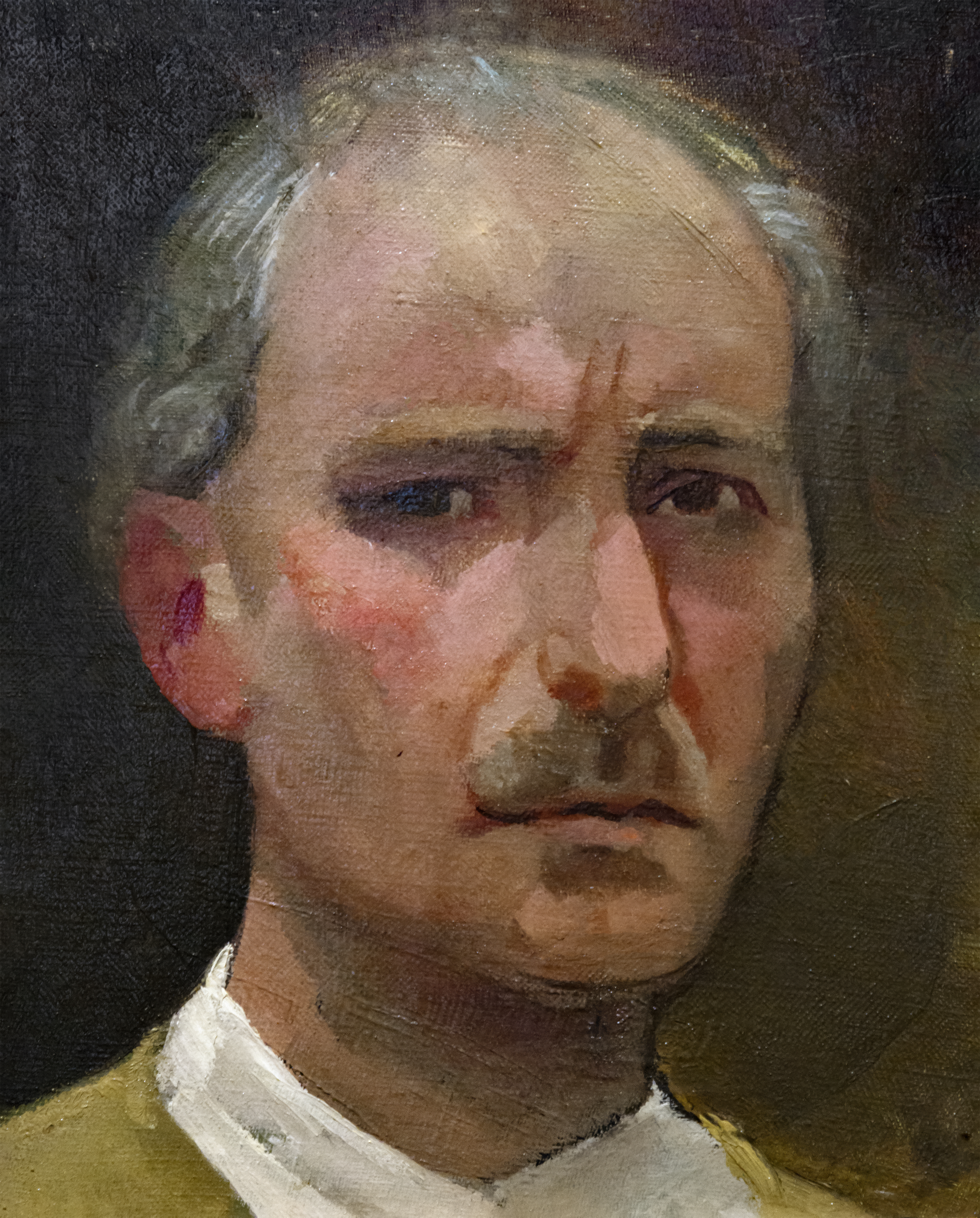
Självporträtt, 1920 Museu Nacional d'Art de Catalunya

Julio González, född 21 september 1876 i Barcelona, död 27 mars 1942 i Arcueil utanför Paris, var en spansk skulptör, målare, tecknare och grafiker bosatt i Paris från 1900.

## Biografi
Julio Gonzáles arbetade som ung med sin äldre bror i faderns smidesverkstad. Bröderna tog kvällskurser i konst vid Escuela de Bellas Artes. I slutet av 1890-talet började Julio González besöka Els Quatre Gats, ett café i Barcelona, där han träffade Pablo Picasso.
Julio González började sin karriär som målare, men fortsatte som skulptör. I Paris förknippades han med den spanska kretsen av konstnärer vid Montmartre, i vilken bland andra ingick Pablo Gargallo, Juan Gris och Max Jacob. År 1918 utvecklade han ett intresse för de konstnärliga möjligheterna med svetsning, efter att ha lärt sig tekniken samtidigt som han arbetade i Renaults fabrik i Boulogne-Billancourt. Denna teknik blev därefter hans huvudsakliga bidrag till skulptur.
År 1920 förnyade Gonzáles sin bekantskap med Picasso, som han senare lämnade teknisk hjälp till vid utförande av skulpturer i stål, vilka ingick i Picassos utveckling av analytisk kubism. Han hade själv påverkats av kubismen och surrealismen, och strävade efter att skapa former med utgångspunkt i materialets naturliga begränsningar. Hans abstrakta och föreställande verk byggde alltid på en naturiakttagelse.
År 1937 bidrog han till den spanska paviljongen på världsutställningen i Paris, samt i utställningen Cubism and Abstract Art
 som visades på Museum of Modern Art i New York 1937. Från samma år till sin död bodde han i Arcueil, nära Paris.

## Representerad
González är representerad vid bland annat Moderna museet, Statens Museum for Kunst, British Museum, Victoria and Albert Museum, Museum of Modern Art, Denver Art Museum, Cleveland Museum of Art, Art Institute of Chicago, Guggenheimmuseet, Philadelphia Museum of Art, San Francisco Museum of Modern Art, Museo Reina Sofía, Minneapolis Institute of Art, Tate Modern, Israel Museum, Yale University Art Gallery,